# Преступная страсть
«Преступная страсть» (англ. Criminal Passion) — кинофильм режиссёра Донны Дейч.

## Сюжет
Девушка-следователь Мелони Хадсон ведёт расследование убийства танцовщицы, пятой по счёту жертвы неизвестного маньяка, который убивает девушек только после того, как они занимались любовью. Подозрение падает на талантливого архитектора Коннора Эшкрофта, светского человека, сына американского сенатора. Коннор известен своим успехом у женщин. Не найдя свидетельств его вины, Мелони не может устоять перед его обаянием и вступает с ним в связь, что ни к чему хорошему не привело.

## В ролях
- Джоан Северанс — Мелони Хадсон
- Энтони Джон Дэнисон — Нейтон Леонард
- Джон Аллен Нельсон — Коннор Эшкрофт
- Дэвид Лабиоса — Майк Верутти
- Вольфганг Бодисон — Джордан Монро
- Шеннон Уилкокс — Джоан Пиндер
- Генри Дэрроу — капитан Рамос
- Джанет Маклахлан — адвокат Трейси